# 장 라신

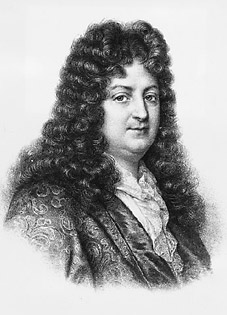
장바티스트 라신

장바티스트 라신(Jean Baptiste Racine, 1639년 12월 22일 - 1699년 4월 21일)은 프랑스의 극작가로, 몰리에르, 피에르 코르네유와 함께 17세기 프랑스의 3대 극작가 중 하나로 여겨진다.
역사상의 인물을 주인공으로 한 비극을 주로 썼는데, 인물에 인간성을 주고 과장을 피해 가면서 쓴 것이 특징이다. 저서로는 《앙드로마크》, 《페드르》, 《베레니스》등이 있다. 또 문장은 프랑스어의 모범이 되었다. 라신이 비록 한편의 코미디를 작성했지만, 기본적으로 비극 작가였다.

## 생애
라신은 프랑스 파리 동북의 소도시인 샹파뉴 주 라 페르테 밀롱에서 세무관리의 장남으로 태어났다. 신앙이 두터운 가정이었으나 1641년에 어머니를, 1643년에는 아버지를 잇따라 여읜다. 그 뒤로 조부모 아래에서 자랐으나 1649년에는 할아버지를 여의고 그의 할머니 마리 데므랑은 딸 아니에스가 수녀로 있는 포르 루아이얄 수도원으로 이주했다. 이 수도원은 장세니슴의 본산으로, 많은 지식인이 은자(隱者)로서 모여들어 그들이 가르치는 부속학교는 권위가 있었다. 라신은 이곳에서 얀센 파로서 유명한 니콜, 그리스 학자 랑슬로 등에게서 교육을 받았으며 나중에는 보베의 학원 기숙생이 되어 일반 교양과정을 수료, 1655~1658년에 포르 루아이얄에서 그 당시 보기 드물던 그리스어의 교육을 받고 <에티오피아의 이야기> <테아게네스와 칼리클레아>를 탐독했다고 하나, 확실한 것은 소포클레스와 에우리피데스의 비극을 연구했었다는 점이다.
1658년에 파리 대학의 아르쿠르 학사(學舍)에 들어가 논리학 및 철학을 배우는 한편 1659년경부터 먼 친척간이 되는 니콜라 비타르 소개로 슈브르즈 공(公)의 저택에 출입하면서 라 퐁텐 등과 알게 되어 문학에 뜻을 두었다.
1660년, 루이 14세의 혼례식에 즈음하여 <센강의 요정>을 헌정, 문단의 원로 샤플랭의 인정을 받아 하사금을 탔으며, 각본도 썼으나 이는 상연을 거절당했다. 1661년에 외삼촌이며 주교 대리인 앙투안 스코난을 찾아 남프랑스의 위제스로 가서 성직자가 되려고 하다 실패, 다시 파리로 되돌아왔다. 그러나 시작(詩作)으로 국왕의 연금을 탈 수 있는 시인의 서열에 들었다.
브왈로를 알게 되고 몰리에르 극단에 의해 1664년에 첫 작품 <라 테바이드>를 상연했으며 이어 <알렉산드르 대왕>(1665년)으로 성공을 거두나 전자는 코르네유에게서 후자는 당시의 유행작가 퀴노(Quinault)의 영향을 받았다고 한다. 이 작품을 비극 연출이 서툰 몰리에드 극단에서 부르고뉴 극단으로 옮김과 동시에 자기의 애인이기도 했던 유명 여배우 라 뒤파르크까지 전속시켰기 때문에 몰리에르와의 사이가 악화되어 버렸다. 또한 1666년 연극이 비도덕적이라고 한 포르 루아이얄의 은사에게 반발, 그 친분도 결렬되었다.
1667년, <앙드로마크>가 부르고뉴 극단에 의해 왕의 어전에서 상연, 트로이아의 용사 에크토르의 정절이 굳은 미망인 앙드로마크를 사랑하는 피뤼스, 피뤼스를 사랑하는 공주 에르미온, 공주를 사모하는 그리스의 왕자 오레스트와의 관계 등을 주축으로 삼아 숙명적인 정념에서 생겨나는 파멸에의 긴박함을 묘사하여 아름다운 12음각시(十二音脚詩)에 박진적인 심리분석을 꾀하는 등 코르네유의 의지비극에 대한 정념비극의 새 경지를 개척했다. 몰리에르가 이 작품을 풍자한 소극을 상연하자 그는 1668년에 그의 유일한 희극 <소송광(訴訟狂)>으로 이에 맞섰다.
1669년에는 로마의 황제 네론과 모후(母后)와의 권력투쟁을 주제로 하여 <브리타니퀴우스>를 발표, 1670년에는 로마를 무대로 하는 비련의 비극 <베레니스>를 같은 주제로 코르네유와 경쟁한 끝에 승리를 획득한다. 그는 이 작품의 서문에서 단순한 제재에 의한 박진성과 그 감동만이 비극의 본질이라고 논했다. 그리고 이 무렵부터 그는 여배우 라 샹메레와 애정관계를 맺게 된다.
동시대의 오스만 제국의 후궁(後宮)을 무대로 하는 흉폭한 질투의 비극 <바자제>(1672년)로 비극계의 왕자 자리를 획득하고, 1673년에 프랑스 아카데미 회원이 되었으며, 로마에 저항을 한 노왕의 죽음과 그 왕비, 그리고 배다른 왕자와의 사랑의 갈등을 그린 <미토리다트>, 다음해인 1674년에는 에우리피데스에서 취재한 <이피제니>로 각각 성공을 하여 경제적 및 사회적 위치를 확립시켰다. 1677년에는 역시 에우리피데스에서 취재하여 테제의 왕비 페드르와 전처의 소생인 이포리트에 대한 사련(邪戀)의 비극 <페드르>로써 정념비극의 완성을 이뤘으나 라신의 적은 프란돈으로 하여금 같은 주제로 경작(競作)케 하여 공연을 방해했다. 이 극에서 기독교의 윤리를 강조한 루아이얄과의 화해와 함께, 그 해에 극히 평범한 처녀와 결혼을 한 그는 국왕의 수사관(修史官)으로 임명된 후 극작을 그만두고 가정과 공무에 전념하는 한편 <포르 루아이얄 사요(史要)>를 썼다. 이 기간을 '라신의 침묵'이라고 부르며 여러 가지로 오늘까지 해석되고 있다.
그 후로는 사실상의 왕비 만토논 부인이 경영하는 여학교의 교재용으로 구약성서에서 취재한 <에스테르>(1689년), <아탈리>(1691년)를 상연했을 뿐이다. 1699년에 파리에서 병사, 유언에 따라 포르 루아이얄에 매장되었다.

## 작품 목록

### 희곡
- 라 테바이드 La Thébaïde, 5막 운문 비극, 1664년 6월 21일
- 알렉상드르 르 그랑 Alexandre le Grand, 5막 운문 비극, 1665년 12월 4일
- 앙드로마크 Andromaque, 5막 운문 비극, 1667년 11월 17일
- 소송광 Les Plaideurs, 3막 운문 희극, 1668년 11월
- 브리타니쿠스 Britannicus, 5막 운문 비극, 1669년 12월 13일
- 베레니스 Bérénice, 5막 운문 비극, 1670년 11월 21일
- 바자제 Bajazet, 5막 운문 비극, 1672년 1월 1일
- 미트리다트 Mithridate, 5막 운문 비극, 1672년 12월 23일
- 이피제니 Iphigénie, 5막 운문 비극, 1674년 8월 18일
- 페드르 Phèdre, 5막 운문 비극, 1677년 1월 1일
- 에스테르 Esther, 3막 운문 비극, 1689년 1월 26일

- 아탈리 Athalie, 5막 운문 비극, 1691년 1월 5일

### 기타 라신의 작품

#### 역사서
- 루이 14세의 생애 Vie de Louis XIV (소실)
- 포르-루아이얄의 역사 개요 Abrégé de l’histoire de Port-Royal, 1767년, Paris, 358 p.

#### 번역
- 플라톤의 향연, (1678년과 1686년 사이)
- 견유학파 디오게네스의 생애 Vie de Diogène le Cynique, 디오게네스 라에르티오스 저 (연도 미상)
- 에우세비우스에 관한 글들
- 아리스토텔레스의 시학 일부